# Сан-Джилліо
Сан-Джилліо (італ. San Gillio, п'єм. San Gili) — муніципалітет в Італії, у регіоні П'ємонт,  метрополійне місто Турин.
Сан-Джилліо розташований на відстані близько 540 км на північний захід від Рима, 17 км на північний захід від Турина.
Населення — 3192 особи (2014).
Щорічний фестиваль відбувається 1º вересня. Покровитель — Sant'Egidio.

## Демографія
Населення за роками:

Станом на 1 січня 2023 року в муніципалітеті офіційно проживало 108 іноземців з 14 країн, серед них 88 громадян країн Євросоюзу.

## Сусідні муніципалітети
- Альпіньяно
- Друенто
- Дживолетто
- Ла-Касса
- П'янецца
- Валь-делла-Торре